# Казанцев Володимир Гаврилович
Володи́мир Гаври́лович Каза́нцев (рос. Владимир Гаврилович Казанцев; нар. 1849, Єкатеринбург, Російська імперія — пом. 8 (21) вересня 1903, Полтава) — російський живописець і графік. Член Санкт-Петербурзького товариства російських акварелістів (1887—1895) і художників (1893—1897).

## Життєпис
Навчався в Казанському університеті (1865—1866), закінчив юридичний факультет Московського університету (1871). Вільний слухач Санкт-Петербурзької Академії мистецтв (1880–84; викл. В. Орловський; її акад. від 1894).
Жив у Пермі (від 1871), Єкатеринбурзі (1874–79, 1884–93), Санкт-Петербурзі (від 1893), Полтаві (від 1896).
Учасник художніх виставок у Санкт-Петербурзі (1883—1901), Москві (1884—1901), Одесі (1886–99), Берліні (1886, 1896), Гамбурзі, Єкатеринбурзі (золота медаль), Харкові (усі — 1887), Києві (1888–89), всесвітній у Парижі (1889, бронз. медаль), Казані (1889, 1890 — золота медаль), Ризі (1895), персональна посмертна у Полтаві (1903).
Створював пейзажі, у яких засади академізму поєднував із реаліст., а подеколи й натураліст. світовідтворенням. Малював декорації для театру брата Г. Казанцева в Єкатеринбурзі, а також у Полтаві. Окремі полотна зберігаються у Полтав. ХМ, Львів. галереї мист-в, ДРМ (С.-Петербург), Перм. худож. та Єкатеринбур. картин. галереях, Іркут. ХМ (РФ). Портрети К. виконали І. Галкін (1893, Полтав. ХМ), Д. Гаврильцев і В. Поляков (Іркут. ХМ).

## Твори
Живопис:
- «Лісова річка» (1882),
- «Світанок» (1883),
- «Вечір на озері Каслі» (1884),
- «Зимовий краєвид» (1884),
- «Краєвид із річкою» (1884),
- «Літня місячна ніч» (1885),
- «На Уралі» (1886),
- «Водоспад Ківач» (1886),
- «Скелястий берег» (1888),
- «Вечір» (1889),
- «Падолист» (1894),
- «Храмове свято у Чернігівській губернії» (1897).

Графіка:
- «Ранній сніг» (кін. 1890-х рр.),
- «Березова алея» (кін. 1890-х рр.),
- «Зима. Паморозь» (кін. 1890-х рр.),
- «Кінець літа» (поч. 20 ст.).